# Sleepless (filme)
Sleepless (bra: Crimes na Madrugada; prt: Nos Limites da Lei) é um filme estadunidense de 2017, dos gêneros ação e suspense, dirigido por Baran bo Odar a partir do roteiro de Andrea Berloff. Remake do filme francês de 2011 Nuit blanche, o filme é estrelado por Jamie Foxx como um policial que enfrenta mafiosos para resgatar seu filho sequestrado. O filme também é estrelado por Michelle Monaghan, Dermot Mulroney, David Harbour, Tip "T.I." Harris, Gabrielle Union, e Scoot McNairy.
O filme foi lançado nos Estados Unidos em 13 de janeiro de 2017, pela Open Road Films. Recebeu resenhas geralmente negativas dos críticos. O filme arrecadou 33 milhões de dólares contra um orçamento de 30 milhões de dólares.

## Elenco
- Jamie Foxx como Vincent Downs
- Michelle Monaghan como Jennifer Bryant
- Scoot McNairy como Rob Novak
- Dermot Mulroney como Stanley Rubino
- Cliff "T.I." Harris como Sean Cass
- David Harbour como Doug Dennison
- Gabrielle Union como Dena
- Octavius J. Johnson como Thomas
- Tim Connolly como McFerrin
- Drew Sheer como Anderson
- Salah Barker como Benik
- Tim Rigby como Larry
- Elijah Everett como Atendente de Banheiro
- Steve Coulter como Concierge Exausto
- Chelsea Hayes como Shari
- Holly Morris como Kelly Rubino

## Lançamento
O filme foi lançado nos Estados Unidos pela Open Road Films em 13 de janeiro de 2017. O lançamento original estava previsto para 24 de fevereiro de 2017, mas em outubro de 2016 foi antecipado para janeiro.

### Bilheteria
Sleepless arrecadou 20,8 milhões de dólares nos Estados Unidos e no Canadá e 12,1 milhões de dólares em outros países, no total mundial de 32,9 milhões de dólares.

### Resposta da crítica
No site agregador de críticas Rotten Tomatoes, 25% das 60 resenhas dos críticos são positivas, com uma classificação média de 4,3/10. O consenso do site diz: "Sleepless desperdiça um elenco talentoso – e material de origem sólido – em um drama policial cansado cujos clichês superam rapidamente suas emoções." O Metacritic, que usa uma média ponderada, atribuiu ao filme uma pontuação de 34 em 100, baseado em 15 críticos, indicando críticas "geralmente desfavoráveis". O público consultado pelo CinemaScore deu ao filme uma nota média de "B+" em uma escala de A+ a F, enquanto o PostTrak relatou que os espectadores deram a ele uma pontuação geral positiva de 77%.